# Twist (Emsland)
Twist [tvi:st] (auch dialektnah [twi:st]) ist eine Gemeinde des niedersächsischen Landkreises Emsland und liegt im Naturpark Bourtanger Moor-Bargerveen direkt an der niederländischen Grenze.

## Geographie

### Geographische Lage
Die Gemeinde liegt im westlichen Teil des Landkreises direkt an der niederländischen Grenze an der Bundesautobahn 31 und der Bundesstraße 402/Europastraße 233.

### Nachbargemeinden
Im Norden grenzt Twist an die Stadt Haren (Ems), im Osten an die Stadt Meppen und die Gemeinde Geeste, im Süden an die Gemeinden Ringe, Hoogstede, Georgsdorf und Wietmarschen und im Westen an die Gemeinde Emmen in der Provinz Drenthe in den Niederlanden.

### Gemeindegliederung
Die Gemeinde Twist ist eine Einheitsgemeinde und besteht aus den folgenden Ortschaften:
|  | 1. Adorf 2. Hebelermeer 3. Hesepertwist mit „Siedlung“ 4. Neuringe 5. Rühlermoor/Rühlerfeld 6. Rühlertwist mit Bült 7. Schöninghsdorf |

## Geschichte
Das Gebiet der heutigen Gemeinde Twist wurde ab 1775 in Adorf am südwestlichen Ufer des Grenzflusses Aa besiedelt. Im Jahre 1784 erfüllte der Münstersche Fürstbischof Max Franz die Wünsche von Heuerleuten aus Hesepe in der Mark, im Hochmoor auf dem Twist im Bereich des heutigen Straßenzuges Alt-Hesepertwist siedeln zu dürfen. Das Gebiet war damals ein relativ unfruchtbares und schlecht zugängliches Hochmoor und bot nur ein kärgliches Auskommen. Erst etwa 100 Jahre später konnte das Moor durch Fertigstellung des Süd-Nord-Kanals systematisch trockengelegt und großflächig abgetorft werden. Dadurch verbesserten sich die Lebensbedingungen entscheidend. Bis zu 3.000 Arbeitskräfte – vor allem Saisonarbeiter und Grenzgänger – fanden hier eine Beschäftigung im ältesten Industriezweig der Gemeinde.
Die Brüder Eduard Schöningh und Ferdinand Schöningh sind die Gründer des Ortsteils Schöninghsdorf. Das heutige Gebiet des Ortsteils Schöninghsdorf bestand seinerzeit aus Hochmooren. Zur Torfgewinnung und der landwirtschaftlichen Nutzung der Flächen schwebte Eduard zunächst eine Gutsherrschaft mit verpachteten Einzelhöfen vor; ab 1872 erwarb er zusammen mit einigen Meppenern Honoratioren ca. 450 ha Moorflächen, die später auf 1500 ha aufgestockt wurden. Aus diesen Plänen heraus entwickelte sich 1875 schließlich Schöningh sien dörp dem heutigen Schöninghsdorf.
In den 1950er Jahren begann der wirtschaftliche Aufschwung durch die Erschließung der Erdölvorkommen und durch eine Kunststoffrohre produzierende Firma. Die Erdölförderung prägte lange Zeit durch die zahlreichen Erdölförderfelder mit ihren Förderpumpen, auch „Kopfnicker“ genannt, das Ortsbild. Bis Mitte der 1990er war die Erdölförderung, zusammen mit der Kunststoffindustrie, der Hauptarbeitgeber in Twist. Ab diesem Zeitpunkt galt die Erdölförderung durch die damaligen Erdölpreise als nicht mehr rentabel, weshalb viele Förderquellen stillgelegt wurden. Durch den späteren Anstieg der Erdölpreise ist die Erdölindustrie hier zwar noch präsent, aber als Arbeitgeber nicht mehr bedeutend.
1975 wurde das Bildungsangebot in der Gemeinde Twist um eine Hauptschule, dem sogenannten Schulzentrum Twist, erweitert. Die nach den Plänen des Architekten Peter Grohmann, Greven, entworfene Schule wurde in Twist-Mitte als dem geographischen Mittelpunkt der Gemeinde errichtet. Im ersten Jahr besuchten 450 Jugendliche die neue Schule. 1981 wurde nach Aufnahme der Orientierungsstufe und der Einrichtung eines Realschulzweigs die Höchstzahl von 974 Schülern erreicht. Die Orientierungsstufe wurde 2003 abgeschafft und 2004 die Offene Ganztagsschule eingeführt.
Im Jahre 1986 feierte die Gemeinde ihr 200-jähriges Bestehen mit einem Festumzug mit zahlreichen Festwagen und Fußgruppen. Die Motive der einzelnen Festwagen und Fußgruppen hatten Bezug zur Geschichte der Gemeinde oder stellten das Ortsbild nach. So befand sich auf einem Festwagen ein Nachbau der Kirche St. Georg.
Am 26. März 1995 endeten gemäß dem Schengener Durchführungsübereinkommen die Grenzkontrollen zwischen der Bundesrepublik Deutschland und den Niederlanden. Dies betraf auch unmittelbar die Grenzübergänge zwischen der Gemeinde Twist und ihrer niederländischen Nachbargemeinde Emmen, so dass seither ein ungehinderter Grenzübergang möglich ist.
Seit dem Jahre 2000 spielt der Tourismus in der Gemeinde eine größere wirtschaftliche Rolle, wozu sich Bauern Ferienanlagen als zweites Standbein aufbauten. Die Schaffung einiger künstlicher Badeseen einschließlich Campingmöglichkeiten und Fahrradwegen machte Twist touristisch attraktiver. Fördernd wirkte sich die Anlage des Naturparks Bourtanger Moor-Bargerveen im Jahr 2006 aus. Dabei entstanden neue Radwege, eine Aussichtsplattform und Informationstafeln zu Flora und Fauna.
2011 feierten die Einwohner das 225. Jubiläum des Twists. Abschluss des Jubiläums war ein Festumzug mit Festwagen und Fußgruppen zur Geschichte der Gemeinde.

### Eingemeindungen
Hesepertwist und Rühlertwist gelten als Ursprungsorte der in dieser Form 1964 gegründeten Gemeinde.
Im Jahr 1968 schloss sich Schöninghsdorf auf freiwilliger Basis an. Anlässlich der niedersächsischen Gemeindereform kamen am 1. März 1974 die Gemeinden Adorf, Hebelermeer, Neuringe und aus der aufgelösten Gemeinde Emslage die Orte Rühlermoor und Rühlerfeld hinzu. Neuringe und Adorf hatten bis dato zum Landkreis Grafschaft Bentheim gehört. Durch die Eingemeindung gehörten diese beiden Ortschaften nun zum Landkreis Meppen, nach dessen Auflösung zum neuen Landkreis Emsland. Dieser Tausch bedeutete für Sprache und konfessionelle Prägung der neuen Gemeinde Twist eine wichtige Veränderung: Die evangelisch-reformierte Kultur und die andere, stark an den Niederlanden orientierte Variante der niederdeutschen Sprache gehören seitdem mit zum vorher vornehmlich emsländisch-katholisch geprägten Gemeindealltag.

### Bevölkerungsentwicklung
Die folgende Tabelle zeigt die Bevölkerungsentwicklung Twists. Darin eingeschlossen sind auch die bis 1974 eingemeindeten Orte.

Einwohnerentwicklung zwischen 1848 und 2016

| Jahr | Einwohner |
| ---- | --------- |
| 1848 | 1.442     |
| 1871 | 1.622     |
| 1885 | 1.847     |
| 1905 | 2.578     |
| 1925 | 3.409     |
| 1933 | 3.713     |
| 1939 | 3.995     |
| 1946 | 4.310     |

| Jahr | Einwohner |
| ---- | --------- |
| 1950 | 4.739     |
| 1956 | 5.329     |
| 1961 | 5.807     |
| 1971 | 6.777     |
| 1975 | 7.826     |
| 1980 | 7.848     |
| 1985 | 7.814     |
| 1990 | 8.419     |

| Jahr | Einwohner |
| ---- | --------- |
| 1995 | 9.132     |
| 2000 | 9.426     |
| 2005 | 9.640     |
| 2010 | 9.606     |
| 2015 | 9.676     |
| 2016 | 9.563     |
| 2017 | 9.574     |

### Namensherkunft
Lange Zeit wurde angenommen, dass der Name Twist aufgrund von Uneinigkeit über den Grenzverlauf mit den Niederlanden entstand. Daher sprach man vom Twistrich, was im Niederdeutschen soviel hieß wie umstrittene Grenze oder auch Twist-Gebiet, wobei Twist Streit bedeutet.
Neuere Untersuchungen des Namensforschers Jürgen Udolph ergaben, dass Twist sich eher aus twistel (in der Bedeutung ,Zwiesel; etwas, das eine Gabel bildet’, auch ,Zweiung’) herleitet. Zwisila bedeutet gabelförmiger Zweig. Die Zweiung/Entzweiung zeigt sich ebenso in Mittelniederdeutsch twist, also zwist. [Hierzu gehören auch twistelik (zwieträchtig), twisten (in Zwiespalt, Streit sein) und twisteringe (Zwiespalt, Streit).] Udolph zog zur weiteren Klärung auch aus dem Germanischen hervorgegangene Sprachen heran: altenglisch twisla bedeutet Flussteilung, norwegisch kvisl bedeutet Flussteilung, Flussarm; altnordisch kvistr bedeutet Zweig.
Die Grundbedeutung von Twist kann demnach nur sein: Geteilte Siedlung; an einer Gabelung liegender Ort.

### Aussprache des Gemeindenamens
Eine sprachliche Besonderheit ist, dass Twist nicht wie der Tanz ausgesprochen wird, sondern mit gedehntem „i“, also wie „Twiest“. Des Weiteren wird – zumindest teilweise – auch die Formulierung „auf dem Twist“ statt „in Twist“ benutzt. Ortsbewohner sagen daher, dass man „vom Twist“ komme und nicht „aus Twist“.

## Politik

### Rat

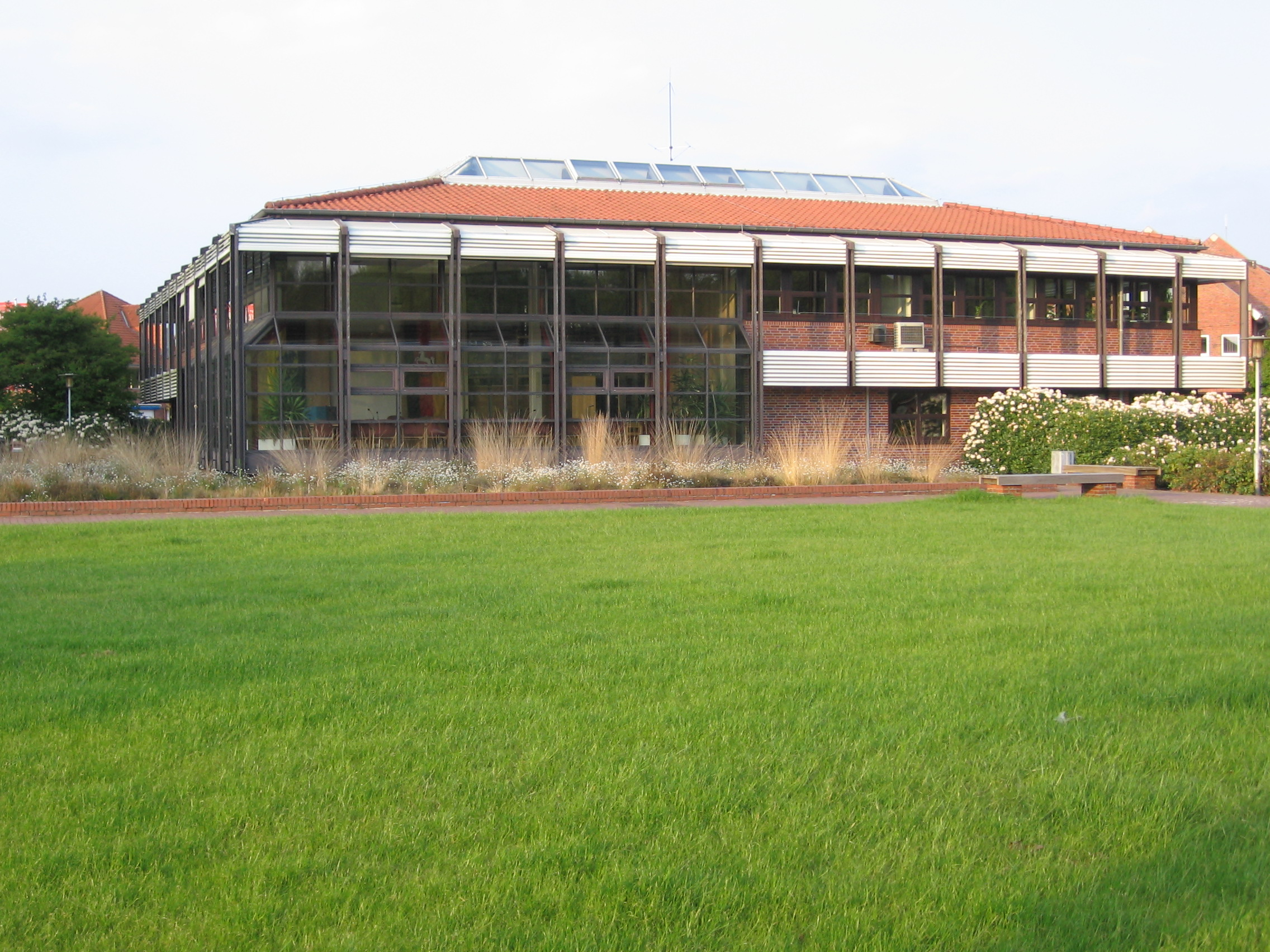
Rathaus in Twist-Mitte

Der Rat der Gemeinde Twist besteht aus 24 Ratsfrauen und Ratsherren. Dies ist die festgelegte Anzahl für eine Gemeinde mit einer Einwohnerzahl zwischen 9.001 und 10.000 Einwohnern. Die 24 Ratsmitglieder werden durch eine Kommunalwahl für jeweils fünf Jahre gewählt. Die aktuelle Amtszeit begann am 1. November 2021.
Stimmberechtigt im Rat ist außerdem die hauptamtliche Bürgermeisterin Petra Lübbers (CDU).
Dem Rat gehören nach der Kommunalwahl vom 12. September 2021 zwei Parteien und die Wählergemeinschaft Twist (WGT) an:
| Partei | Sitze | Veränderung Sitze | Stimmenanteil | Veränderung Stimmenanteil |
| ------ | ----- | ----------------- | ------------- | ------------------------- |
| CDU    | 16    | (± 0)             | 68,84 %       | (+ 1,27 %p)               |
| SPD    | 05    | (+ 1)             | 18,89 %       | (+ 1,19 %p)               |
| WGT    | 03    | (− 1)             | 12,27 %       | (− 2,46 %p)               |

### Bürgermeister
Seit dem 1. November 2019 ist Petra Lübbers (CDU) die hauptamtliche Bürgermeisterin der Gemeinde Twist. Im ersten Wahlgang wurde sie mit 74,82 Prozent der Stimmen ohne Gegenkandidaten gewählt. Die Wahlbeteiligung lag bei 49,83 Prozent.
| Hauptamtliche Bürgermeister | Amtszeit  |
| --------------------------- | --------- |
| Ernst Schmitz (CDU)         | 2004–2019 |
| Petra Lübbers (CDU)         | seit 2019 |

Bis 2004 gab es in der Gemeinde Twist eine zweigleisige Verwaltungsspitze, die aus einem ehrenamtlichen Bürgermeister und einem Gemeindedirektoren bestand.
| Ehrenamtliche Bürgermeister | Amtszeit  | Gemeindedirektoren | Amtszeit  |
| --------------------------- | --------- | ------------------ | --------- |
| Hermann Nottberg (CDU)      | 1964–1976 | Hans Möller        | 1964–1986 |
| Josef Egbers (CDU)          | 1976–2004 | Klaus Schütte      | 1986–1992 |
|                             |           | Günter Göken       | 1992–2004 |

Bürgermeister der ehemaligen Gemeinde Rühle
Von 1940 bis 1964 führte Hermann Lemper als Bürgermeister die Gemeinde Rühle. Da er sich während der Zeit des Nationalsozialismus nichts zu Schulden hatte kommen lassen, wurde er von der britischen Militärregierung im Amt belassen. Er starb am 17. März 1964 in Rühlerfeld.

### Wappen und Flagge
| Wappen der Gemeinde Twist | Blasonierung: „Erniedrigt geteilt von Gold (Gelb) und Schwarz; oben ein rotbewehrter blau-silberner (weißer) balzender Birkhahn, unten sieben goldene (gelbe) 4:3 gestellte Buchweizenfrüchte.“ |
| Wappen der Gemeinde Twist | Wappenbegründung: Das von Waldemar Mallek entworfene Wappen wurde am 18. Mai 1982 durch den Landkreis Emsland genehmigt. Der Birkhahn steht für den früher hohen Bestand an Birkwild auf den Hochmoorflächen. Als Hinweis auf die früher sieben selbständigen Gemeinden – heute die sieben Ortsteile – sind sieben Buchweizenfrüchte auf dem Schildfuß des Wappens dargestellt. Die Farbe Schwarz soll an den dunklen Moorgrund und das Gelb an die Farbe des Erdöles erinnern, das seit dem Jahre 1948 im Gebiet der Gemeinde gefördert wird. |

|  | 00Hissflagge: „Die Flagge ist geteilt von Gelb und Schwarz mit dem Wappen in der Mitte.“ |

|  | 00Banner: „Das Banner ist gespalten von Gelb und Schwarz mit dem Wappen oberhalb der Mitte.“ |

### Familienpolitik
Im Mai 2007 beschloss der Gemeinderat, Familien mit Kindern stärker zu unterstützen. Dazu wurden Vergünstigungen auf Bauplätze für Eigenheime festgelegt. So erhielten Familien mit zwei oder drei Kindern Nachlässe und Familien mit vier Kindern einen Bauplatz kostenlos. Dabei wurden zum einen Kinder berücksichtigt, die beim Grundstückserwerb unter 15 Jahre alt waren, zum anderen jene, die bis zu zehn Jahre nach dem Grundstückserwerb geboren wurden.

### Partnergemeinde
Taos (Missouri), USA

## Kultur und Sehenswürdigkeiten

### Bauwerke

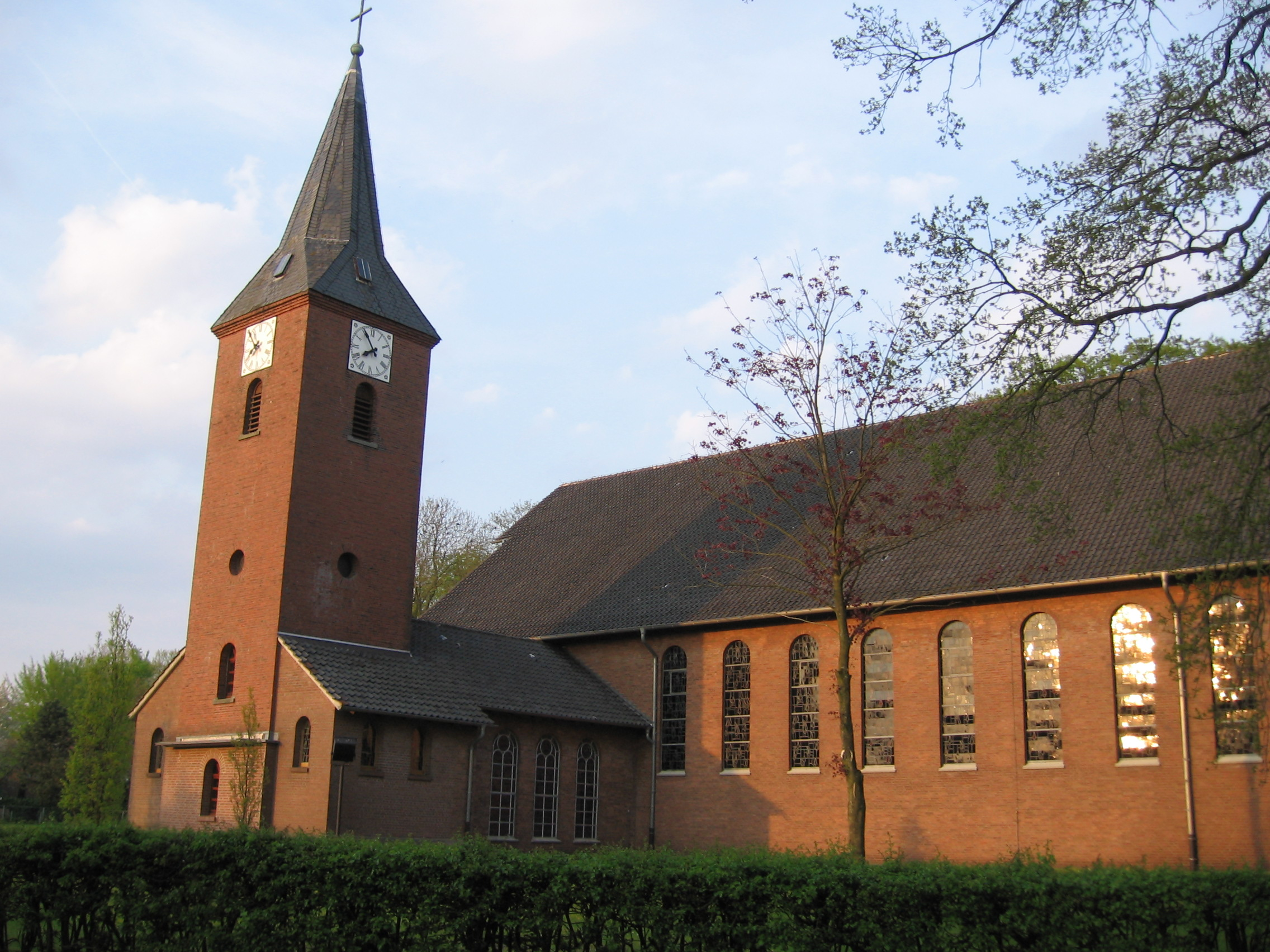
Kirche St. Georg

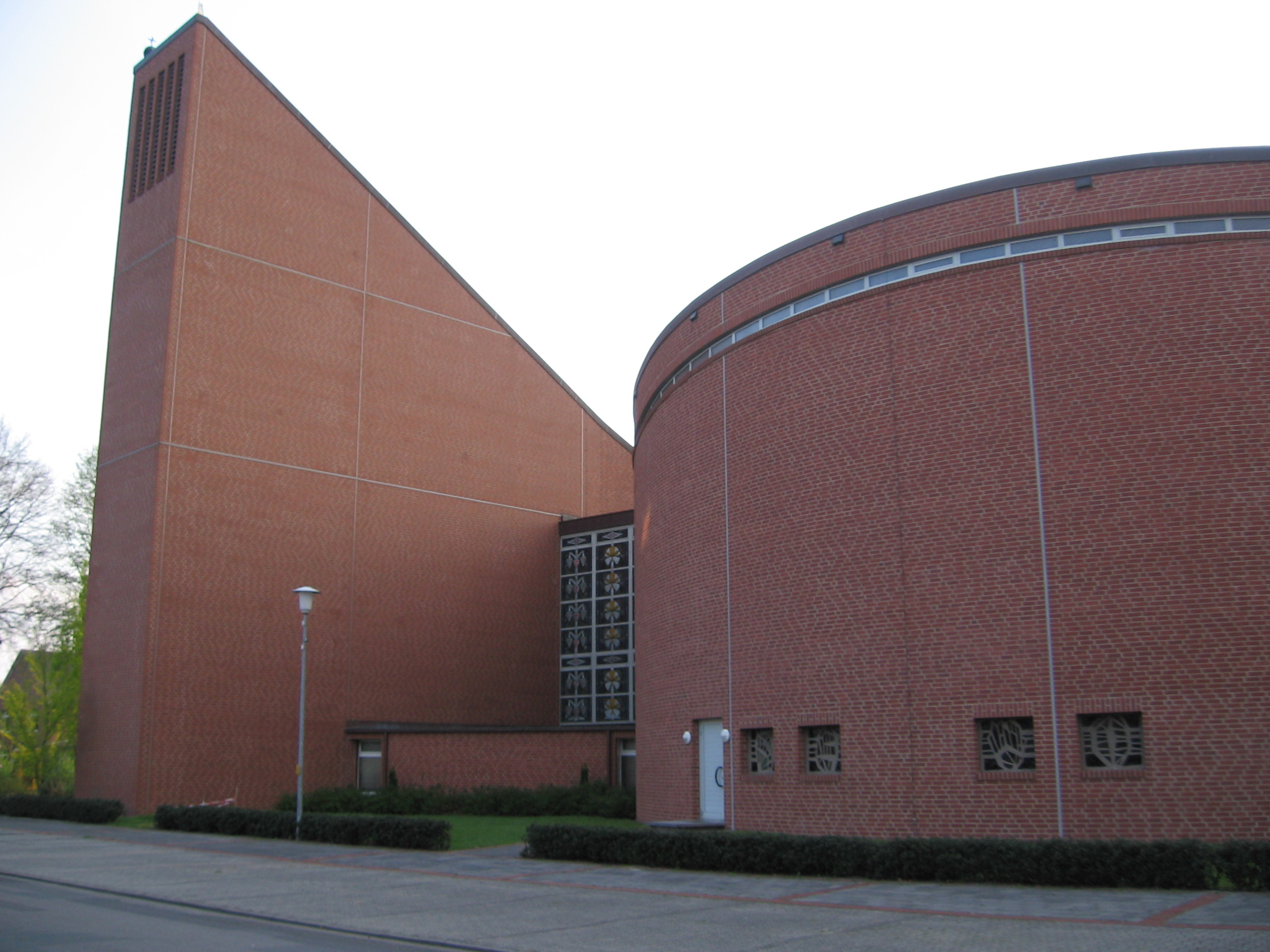
Kirche St. Ansgar

#### Kath. Pfarrkirche St. Georg, Twist-Bült
Die katholische Pfarrkirche St. Georg ist die erste Kirche im Gebiet des Twist. Der alte Kirchhof wurde 1788 angelegt und bis 1962 genutzt. Als erstes Gotteshaus diente ab 1799 ein umgebautes Bauernhaus. 1819/20 wurde eine steinerne Kirche gebaut, die 1855 durch einen Neubau von Josef Niehaus ersetzt wurde. Von diesem Bau ist heute nur noch der Turm erhalten. Mit dem Bau der jetzigen Kirche wurde 1964 begonnen, die Einweihung fand 1966 statt. Im Innern des Gotteshauses sind barocke Statuen des Heiligen Georg, der Heiligen Katharina von Alexandria und des Heiligen Evangelisten Johannes vorhanden. Die Orgel wurde 1991 von der Orgelbaufirma Simon hergestellt.

#### Kath. Kirche St. Ansgar, Twist-Siedlung
Das auffallende und ungewöhnliche runde Kirchenschiff hat einen schneckenförmigen Baukörper, der in einem Turm ausläuft. Die Kirche wurde in Backstein- und Betonbauweise ab 1964 von Theo Burlage und Bernhard Niebuer aus Osnabrück gebaut. Die Einweihung fand 1966 statt.

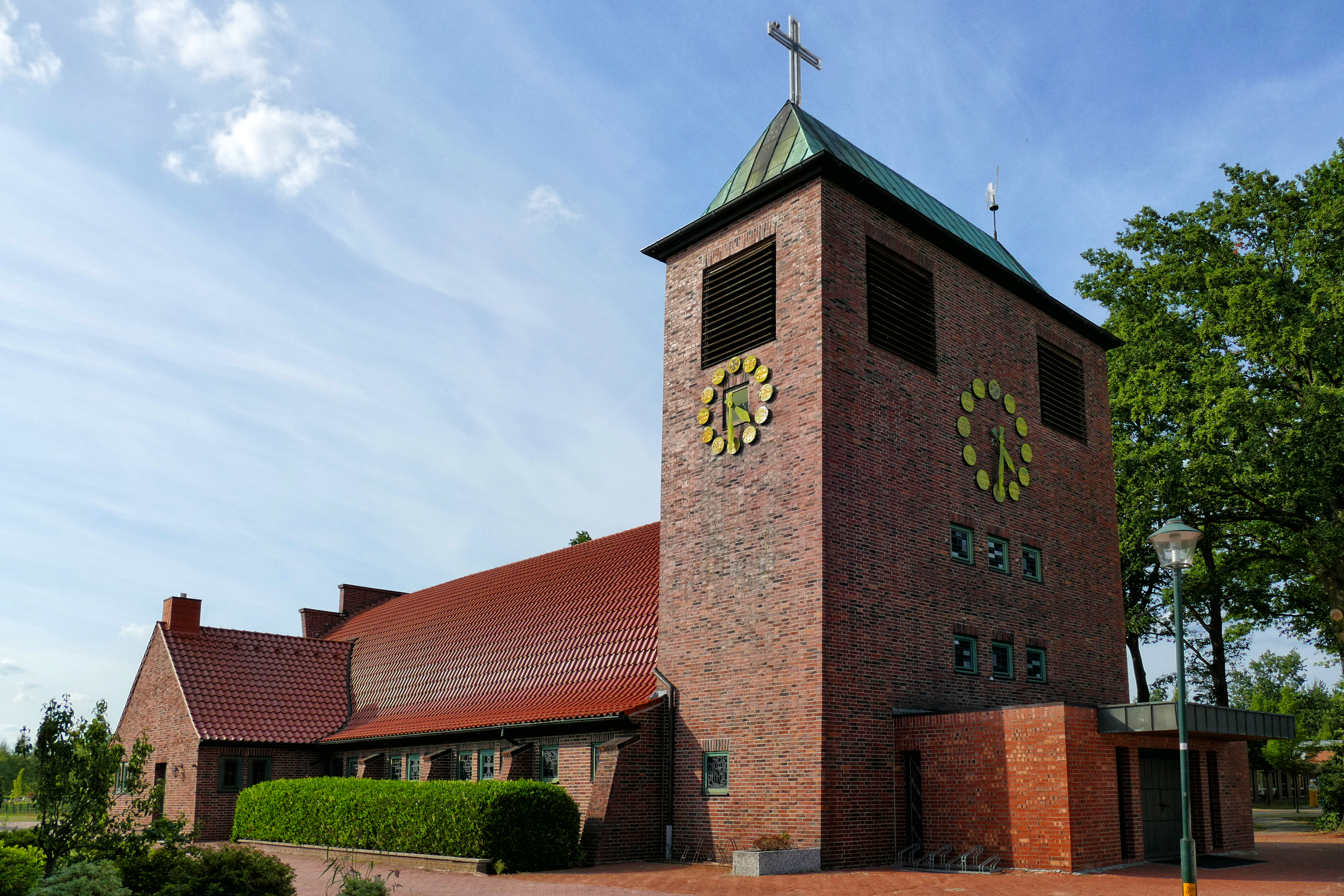
St. Franziskus in Schöninghsdorf

#### Kath. Kirche St. Franziskus, Schöninghsdorf
1926 wurde ein Kirchenbauverein gegründet, um die 1903 als Notkirche geweihte Baracke auf dem Grundstück des heutigen Pfarrhauses in Schöninghsdorf zu ersetzen. Die St.-Franziskus-Kirche wurde nach Plänen des Architekten Theo Burlage im Stil des Expressionismus gebaut. Beginn der Bauarbeiten für die neue Kirche war im Dezember 1928. Der erste Gottesdienst wurde am 8. Dezember 1929 in der Kirche gehalten, die eigentliche Weihe erfolgte erst im August 1930 durch Bischof Berning. Das von Wolfdietrich Stein gestaltete Altarkruzifix des leidenden Christus am Kreuz im Chorraum symbolisiert das Leid der Menschen in den Kriegsjahren 1914–1918. Es nimmt mit einer Höhe von fünf Metern die ganze Höhe und Breite des Chorraumes ein. Der Fensterzyklus zu den Sieben Sakramenten stammt von Theo M. Landmann.

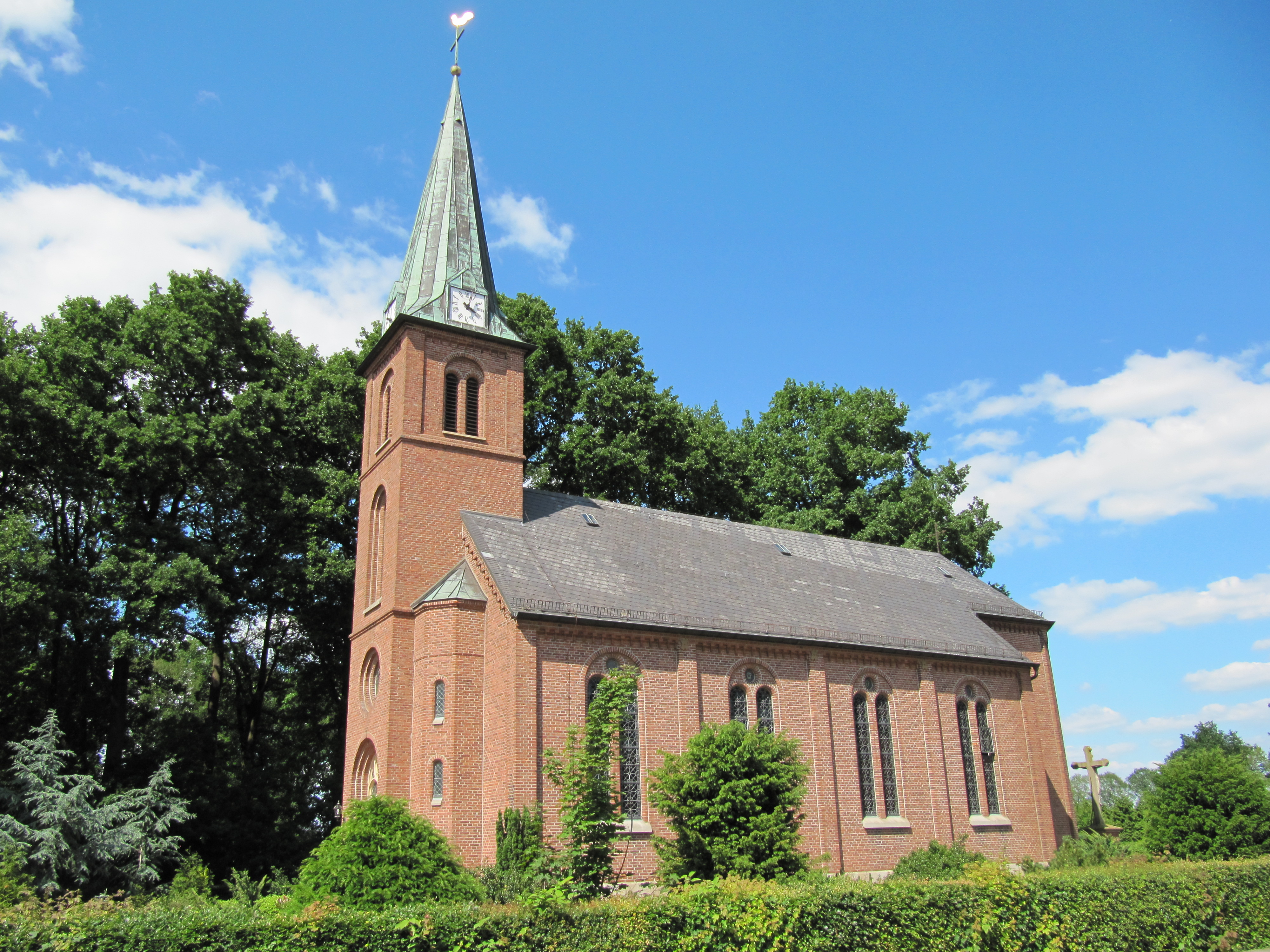
St. Vinzenz von Paul in Hebelermeer

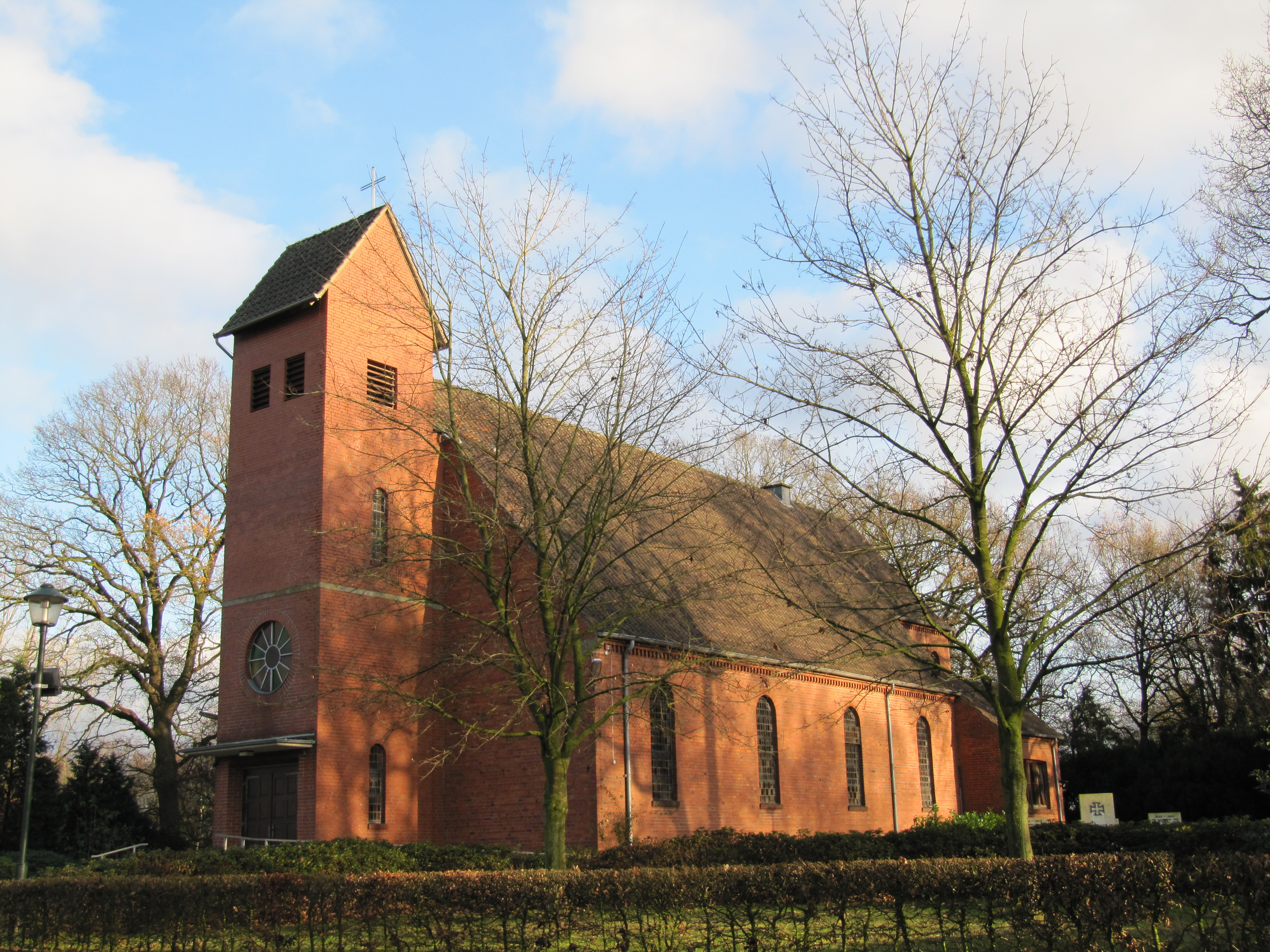
St.-Marien-Kirche in Adorf

An drei Turmseiten sind Zifferblätter angebracht. Diese zeigen nicht wie üblich Zahlen, sondern jeweils ein Eisernes Kreuz mit den Jahreszahlen 1914 und 1918. Die übrigen 33 Stundenziffern an den drei Turmseiten sind durch Namensplaketten der Gefallenen aus Schöninghsdorf und Provinzialmoor dargestellt. Darunter steht jeweils der Todestag.

#### Kath. Kirche St. Vinzenz von Paul, Hebelermeer
Neugotischer einschiffiger Ziegelbau mit ins Dach reichendem Kirchenraum, 1865/66 von Johann Bernhard Hensen errichtet.
In der Pfarrkirche St. Vinzenz von Paul zu Hebelermeer befinden sich zwei Rokokobüsten von Ignatius von Loyola und Franz Xaver, die der Bildhauer Johann Heinrich König (1705–1784) aus Münster (Westfalen) schuf. Die Büsten kamen wahrscheinlich aus Meppen in die Kirche.

#### Kath. Kirche St. Marien, Adorf
Ab 1950 begannen die Bauarbeiten an der St.-Marien-Kirche unter dem Architekten Nikolaus Sanders. Das Gebäude aus rotem Backstein, entspricht einer Saalkirche mit rechteckigem Chor, der durch einen Triumphbogen vom Schiff getrennt ist. Anfangs hatte die Kirche nur einen schlichten Dachreiter, der 1979 durch einen Turm ersetzt wurde.

#### Ev.-luth. Nazarethkirche, Twist-Siedlung

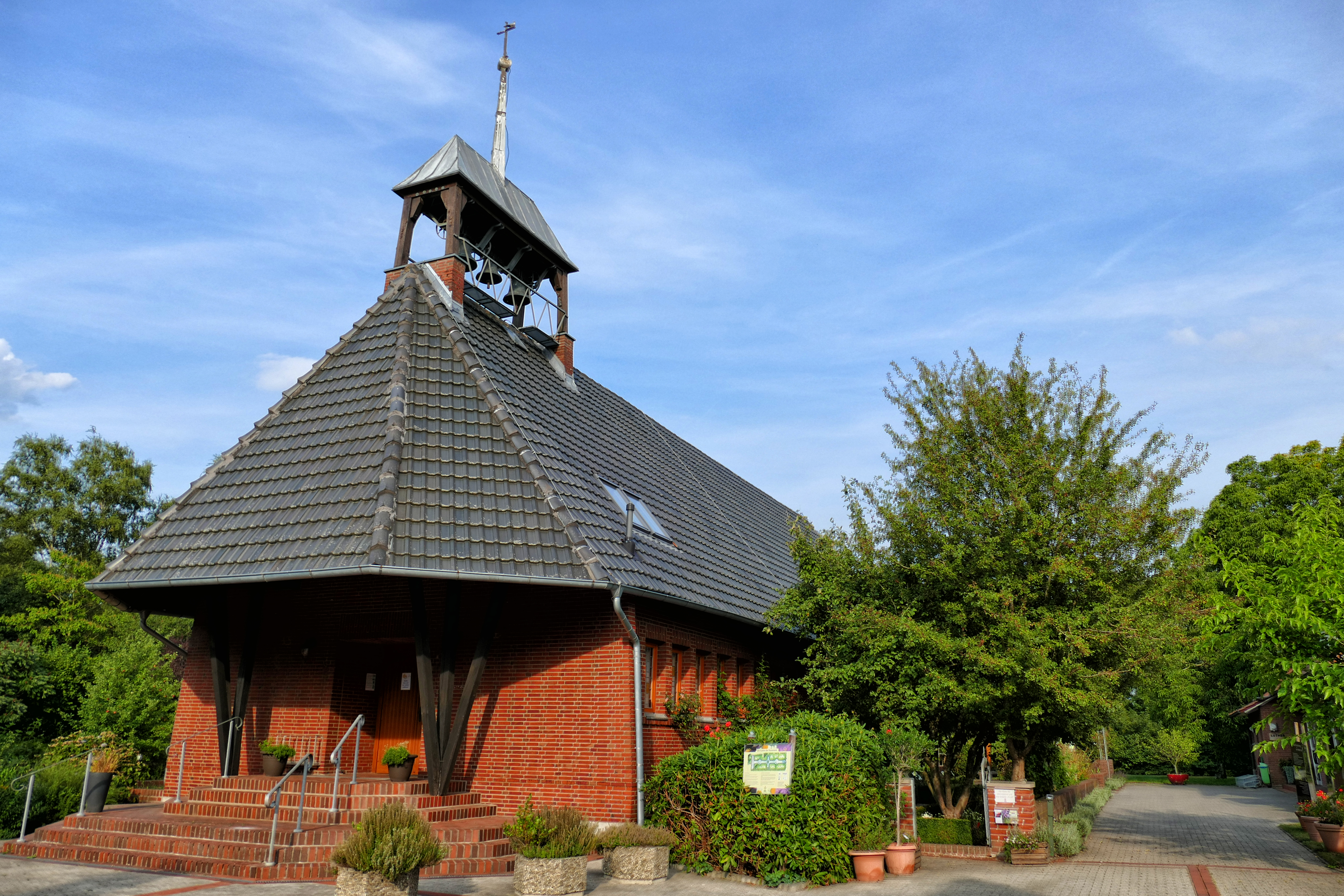
Ev.-luth. Nazarethkirche, Twist-Siedlung

Nach dem Zweiten Weltkrieg zogen viele evangelische Christen, die aus den ehemaligen deutschen Ostgebieten vertrieben worden waren, in das Gebiet der Gemeinde Twist, die vorher mehrheitlich von katholischen Christen bewohnt war. Der Grundstein für die Nazarethkirche am Kanal wurde 1953 gelegt. 1959 bekam das Gotteshaus seinen markanten Vorbau über dem Haupteingang. Auf dem Dach befindet sich ein Dachreiter mit drei Glocken.

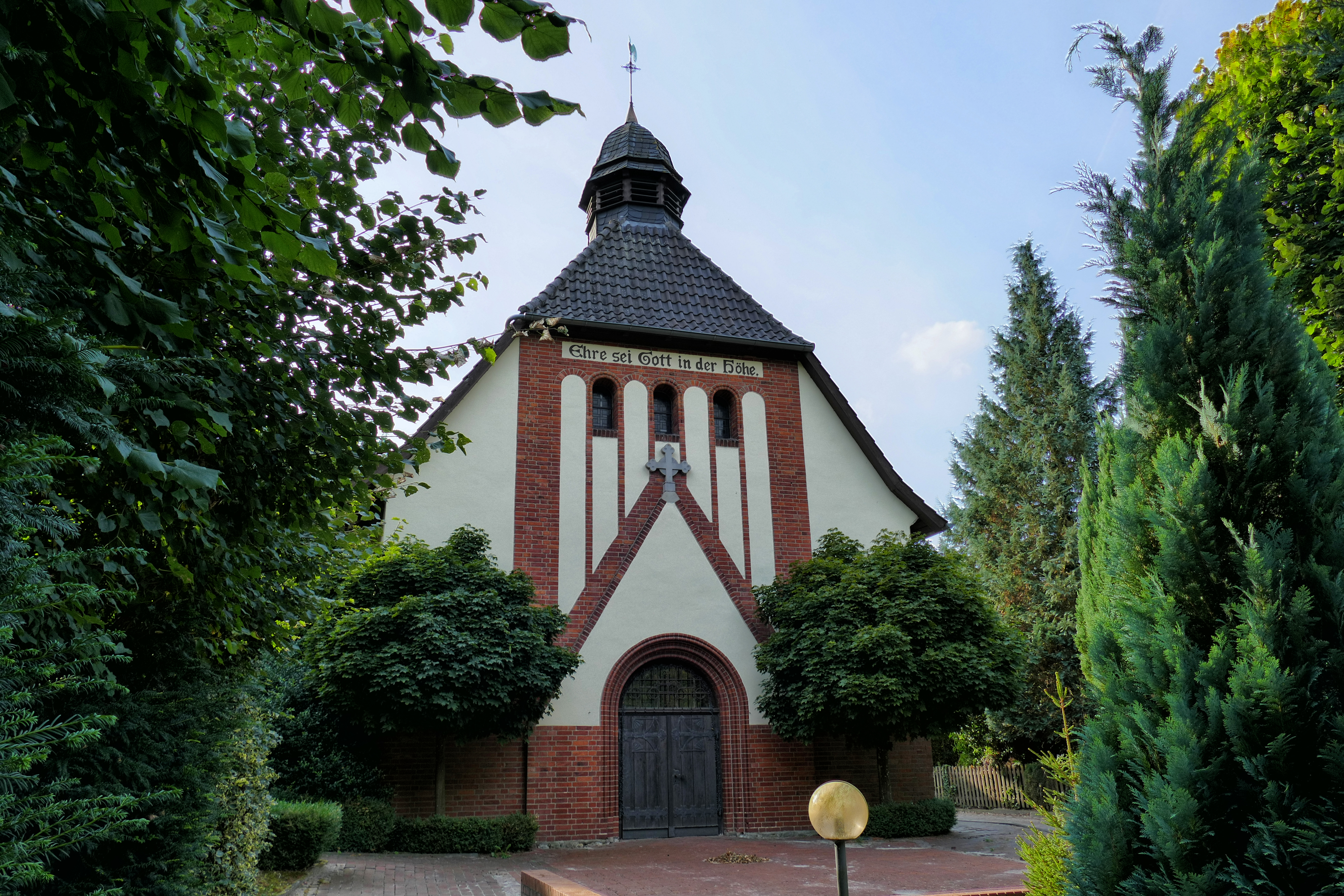
Ehemalige evangelisch-reformierte Kirche Twist-Schöninghsdorf

#### Ev.-ref. Kirche, Schöninghsdorf
Die aus dem Jahr 1907 stammende ev.-ref. Kirche am Nord-Süd-Kanal ist vermutlich die älteste Moorkirche im Grenzraum und diente früher niederländischen und deutschen Torfarbeitern als Gebetsstätte. Die niederländische Königin-Witwe Emma beteiligte sich finanziell an dem Bau, deswegen wird das Gotteshaus auch als Emma-Kapelle bezeichnet. Der Architekt war Wilhelm Jänecke.
Im Zuge einer umfangreichen Renovierung Ende der 80er-Jahre wurden Reste der originalen Jugendstilbemalung freigelegt, die im Laufe der letzten Jahrzehnte unter dicken Farb- und Putzschichten verschwunden waren. Die schwarzen Jugendstil-Ornamente an der Empore sowie an den Seitenwänden wurden 1989 restauriert, da von den Restauratoren ausreichend Spuren für eine Wiederherstellung gefunden worden waren. An der Chornische konnten jedoch lediglich Bruchteile eines Mosaiks aus Goldbronze gefunden werden. Nachdem jedoch alte Fotos der Kirche aufgetaucht waren, konnte auch dieses Mosaik 1992 wiederhergestellt werden. Im Januar 2019 fand der letzte Gottesdienst in der Gemeinde statt und die Kirche wurde geschlossen.

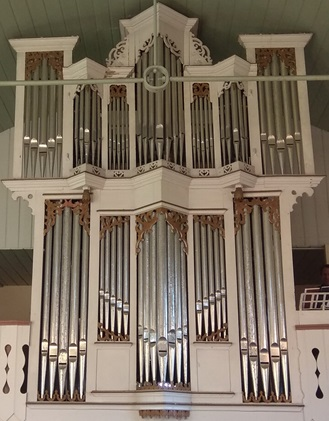
Orgel in Neuringe

#### Ev.-ref. Kirche, Neuringe

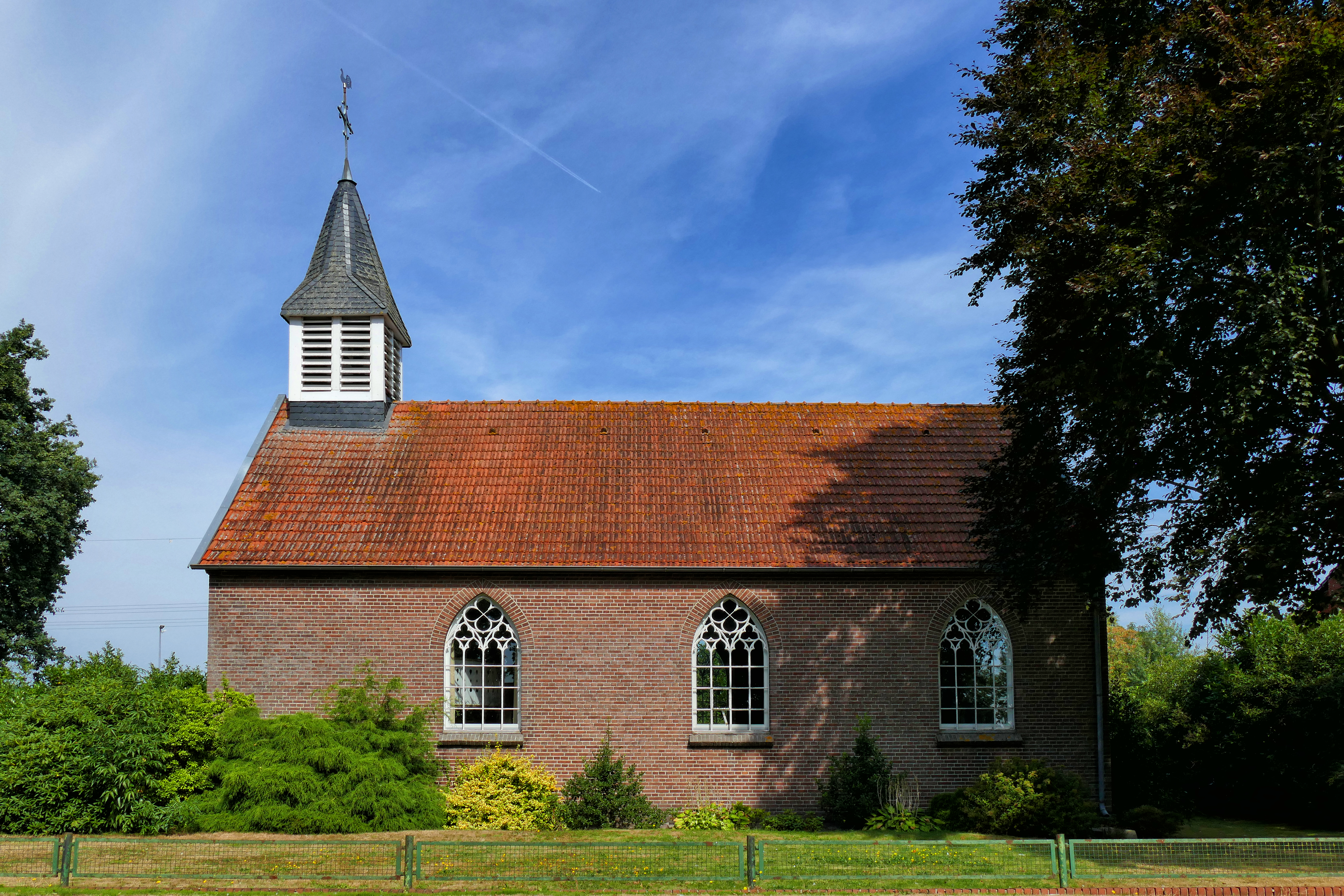
Kirche in Neuringe

Die evangelisch-reformierte Kapelle in Neuringe wurde 1897 gebaut. Eine außergewöhnliche Besonderheit stellt die Orgel in dieser Kapelle dar, die 1904 aus der evangelisch-reformierten Kirche in Emlichheim nach Neuringe gebracht worden war. Die ältesten Elemente dieser Orgel stammen aus dem Jahr 1542 und wurden vermutlich von dem Orgelbauer Georg Slegel geschaffen. Ihr heutiges Aussehen erhielt die Orgel 1719. 1866/67 wurde die Orgel vom Orgelbauer Haupt umgebaut. Die Pfeifenwerke stammen aus dem 16., 17., 18. und 19. Jahrhundert. Diese Orgel zählt zu den ältesten und wertvollsten im Bereich der reformierten Landeskirche.

### Museen und kulturelle Veranstaltungen
Im künstlich geschaffenen Zentrum der Gemeinde Twist sind neben zahlreichen Einzelhändlern auch das Rathaus und zwei Heimathäuser zu finden. In den Heimathäusern finden kulturelle Veranstaltungen statt, z. B. Musikkonzerte. In direkter Nachbarschaft zu den Heimathäusern steht das 1999 gegründete Erdöl-Erdgas-Museum. Es bezog 2009 einen Neubau, wodurch die Ausstellung erheblich aufgewertet wurde. Das Museum stellt die Gewinnung und Verarbeitung von Erdöl und Erdgas dar, die in Twist eine lange Tradition hat.

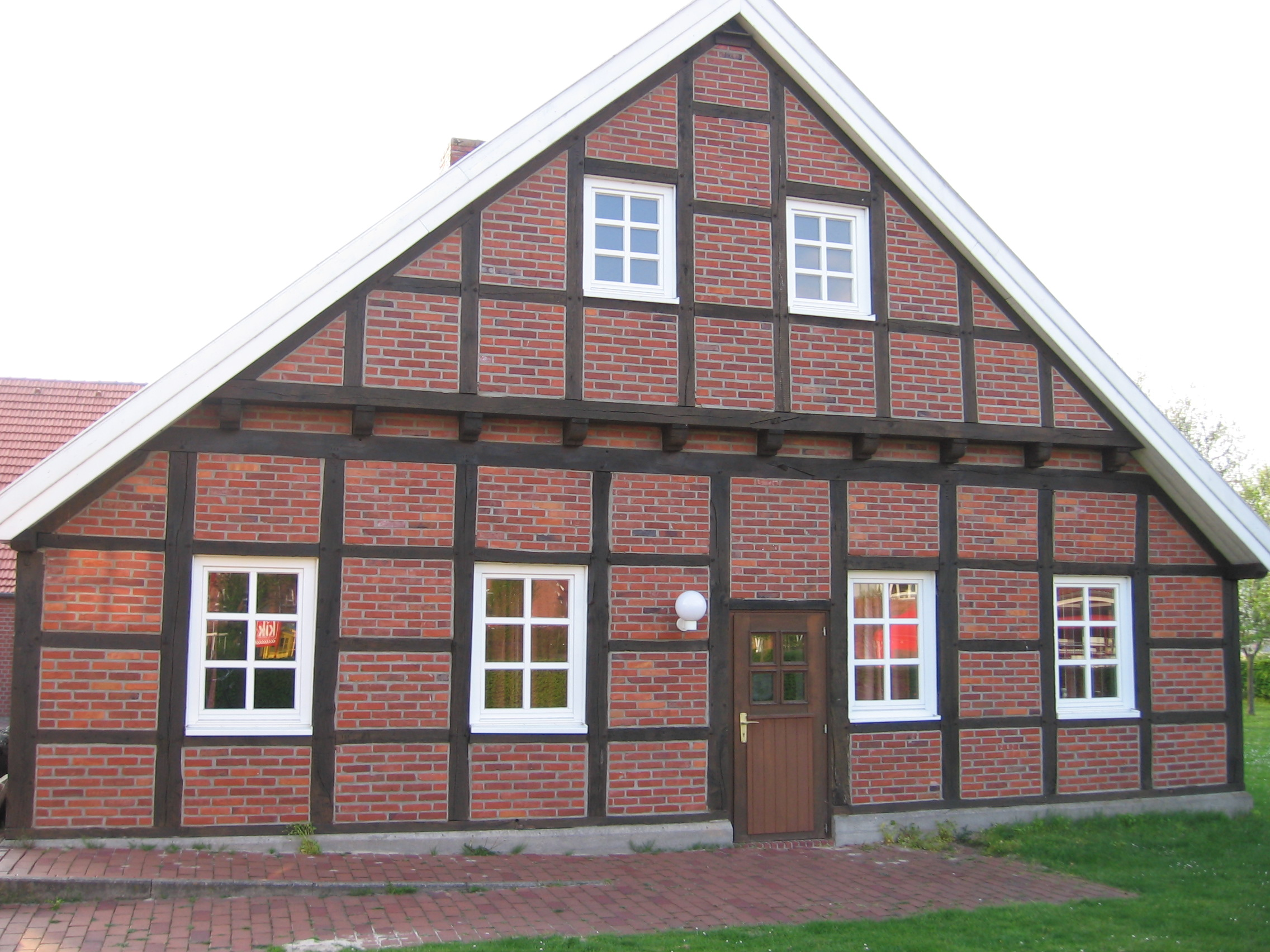
Heimathäuser in Twist-Mitte
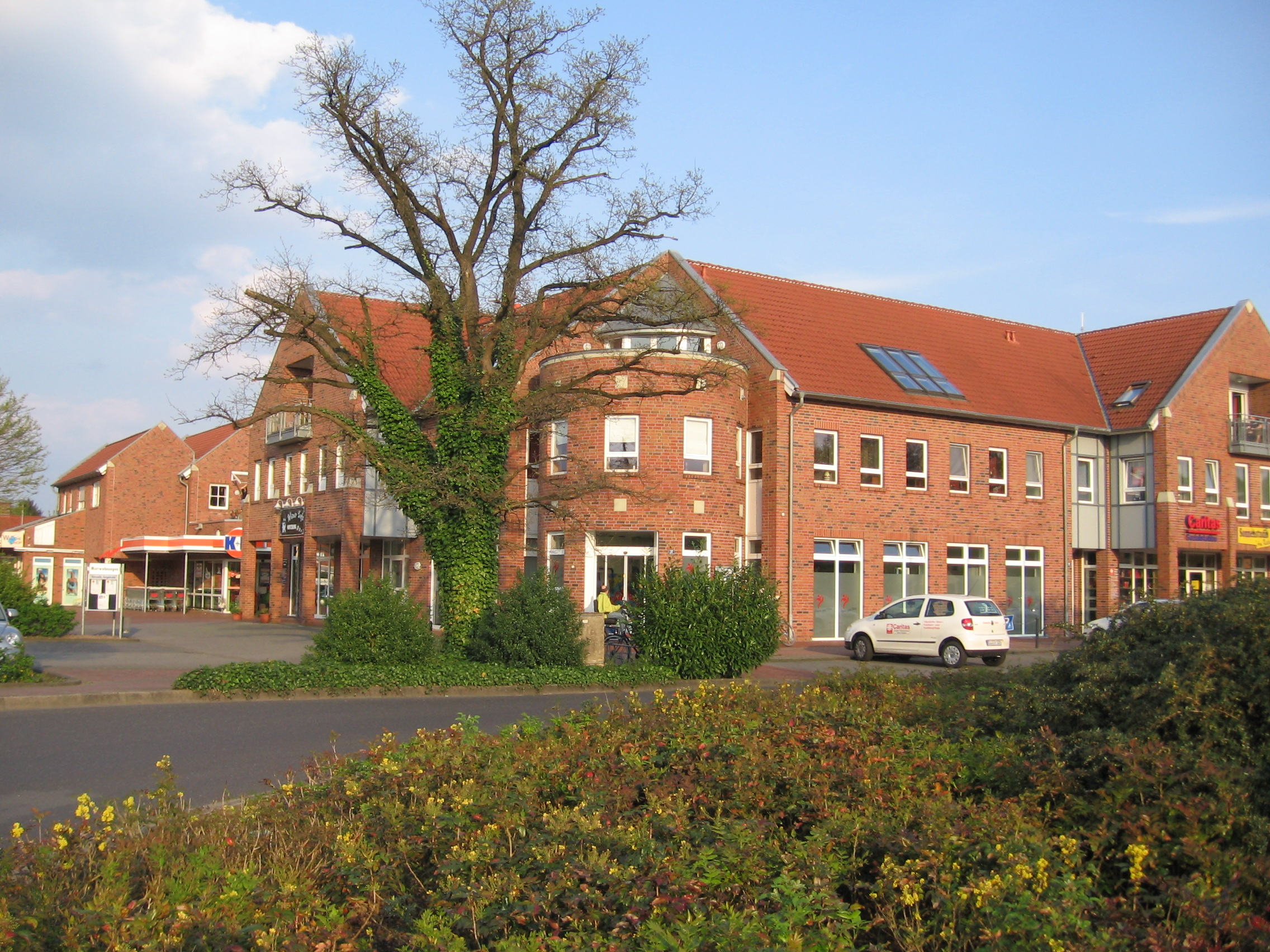
Geschäftshaus in Twist-Mitte
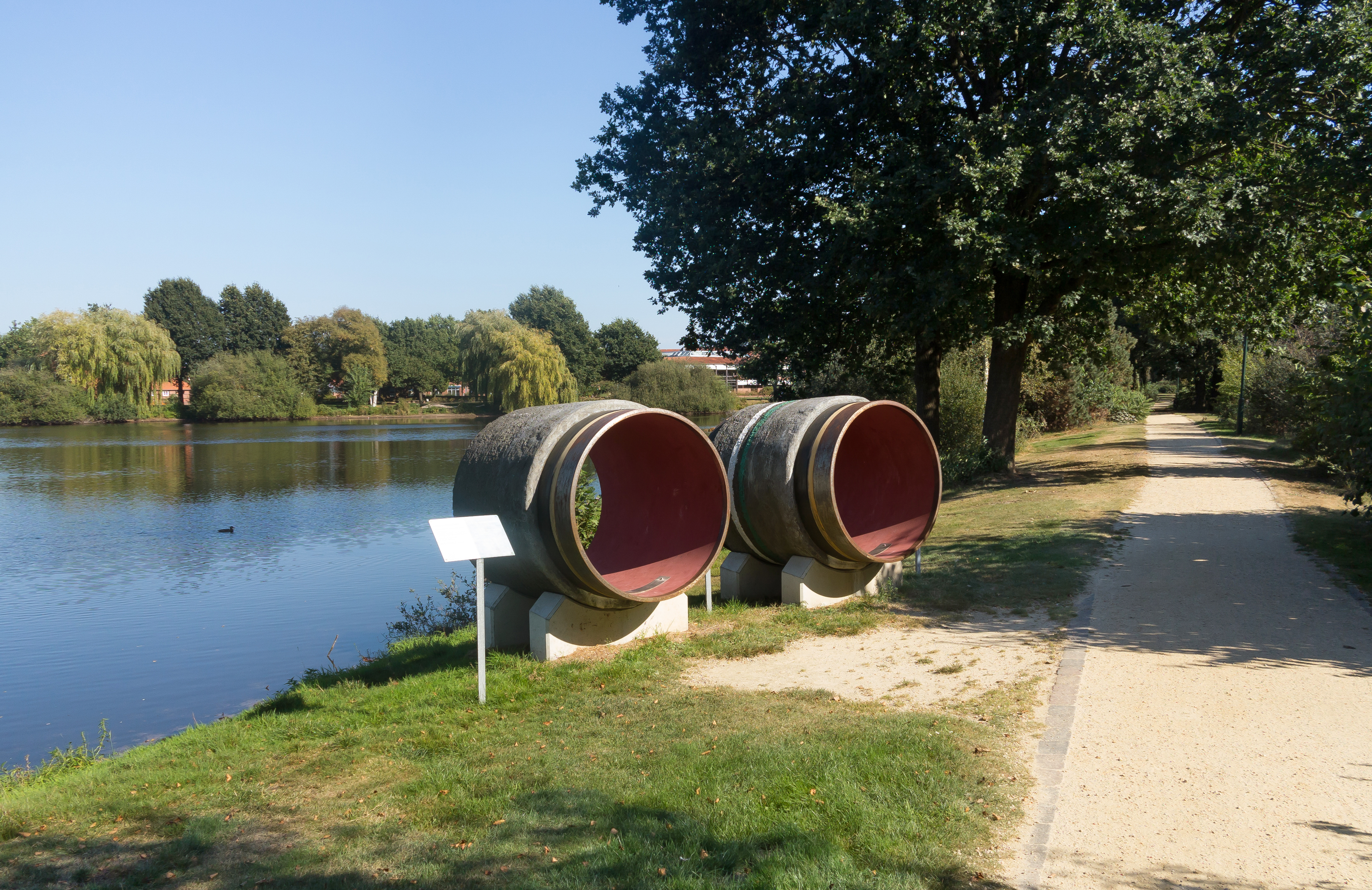
Skulptur Nord Stream Doppelpipeline
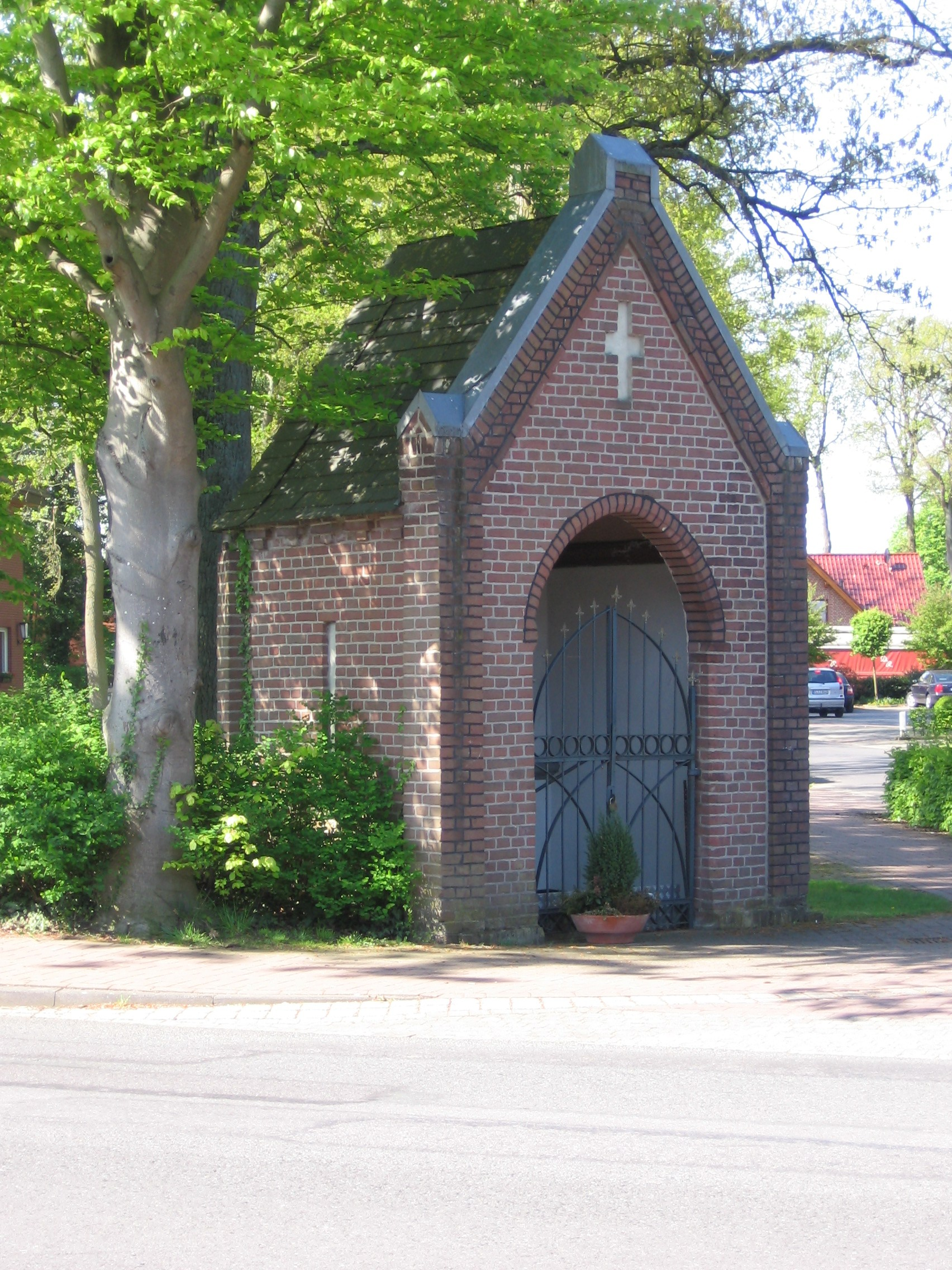
Mariengrotte in Twist-Bült

### Naturparks

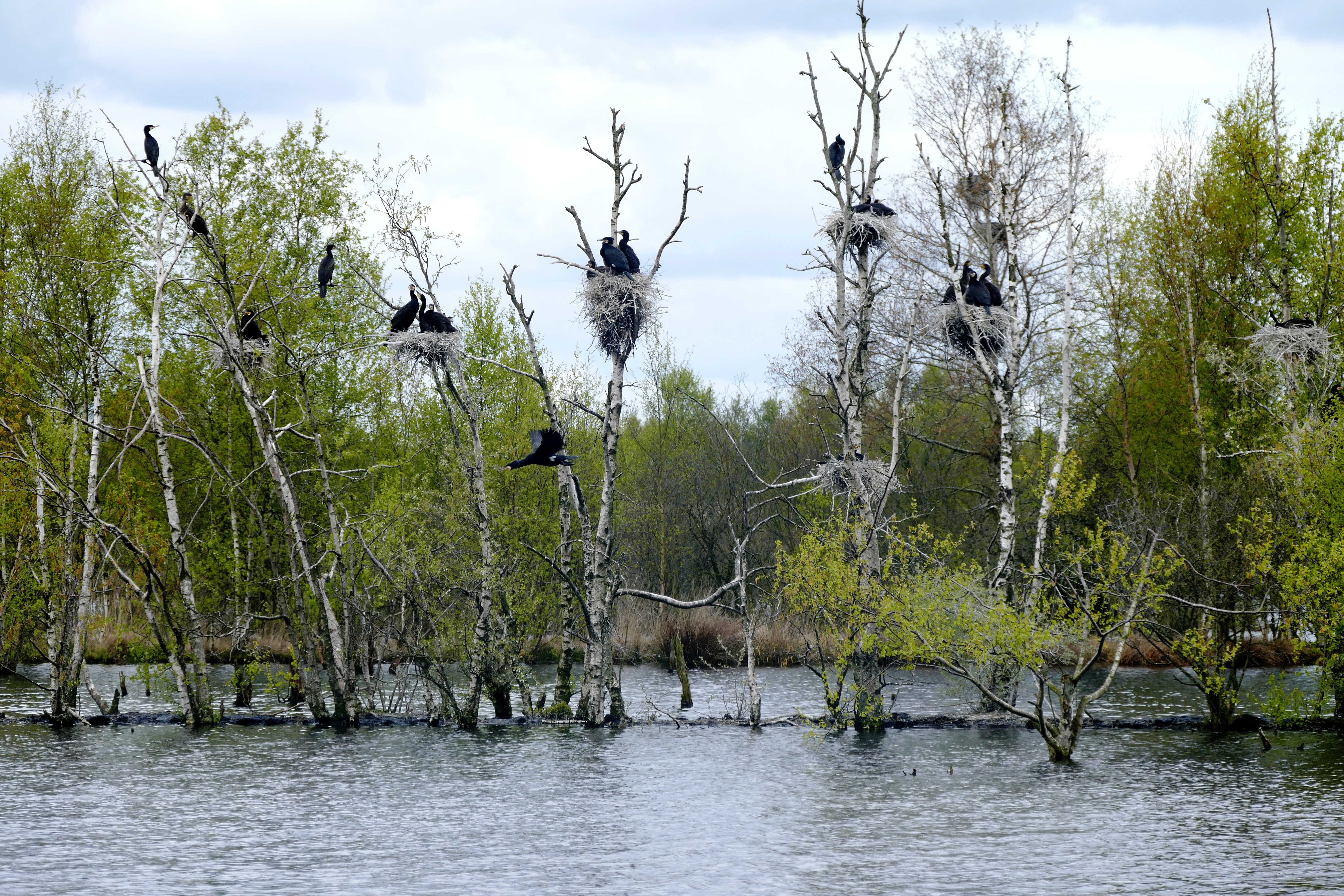
Kormoran-Kolonie im Naturpark Moor

Im Jahr 2006 gründeten der Landkreis Emsland, die Grafschaft Bentheim und die niederländische Provinz Drenthe gemeinsam den Internationalen Naturpark Bourtanger Moor-Bargerveen oder oft auch Internationaler Naturpark Moor genannt. Dieser Naturpark umfasst weite Teile der Gemeinde Twist und beherbergt eine einzigartige Flora und Fauna. Zudem ist der Naturpark jedes Jahr das Winterquartier zahlreicher Zugvögel. Bis zur planmäßigen Kolonisation und Kultivierung im 19. Jahrhundert zählte das Bourtanger Moor mit einst 1200 km² zu den größten zusammenhängenden Hochmooren Europas. Im Rahmen verschiedener Projekte wurden und werden Flächen durch Schließen von Entwässerungsgräben wiedervernässt und somit eine Renaturierung ermöglicht. Gegenwärtig werden ehemalige Torfabbaugebiete auf dem Gebiet des Ortsteiles Schöninghsdorf renaturiert, in denen bereits das Moor wieder „wächst“. Ein Beispiel für die Renaturierung auf dem Gebiet des Internationalen Naturparks Bourtanger Moor-Bargerveen ist das Naturreservat Bargerveen in den Niederlanden. Darin wurde bereits 1968 auf Teilflächen der Torfabbau eingestellt. Seitdem hat sich dorteine natürliche Moorlandschaft entwickelt.
Des Weiteren befindet sich im Ortsteil Neuringe das Naturschutzgebiet Neuringer Wiesen, das ebenfalls durch eine Moorlandschaft geprägt ist.

### Sport

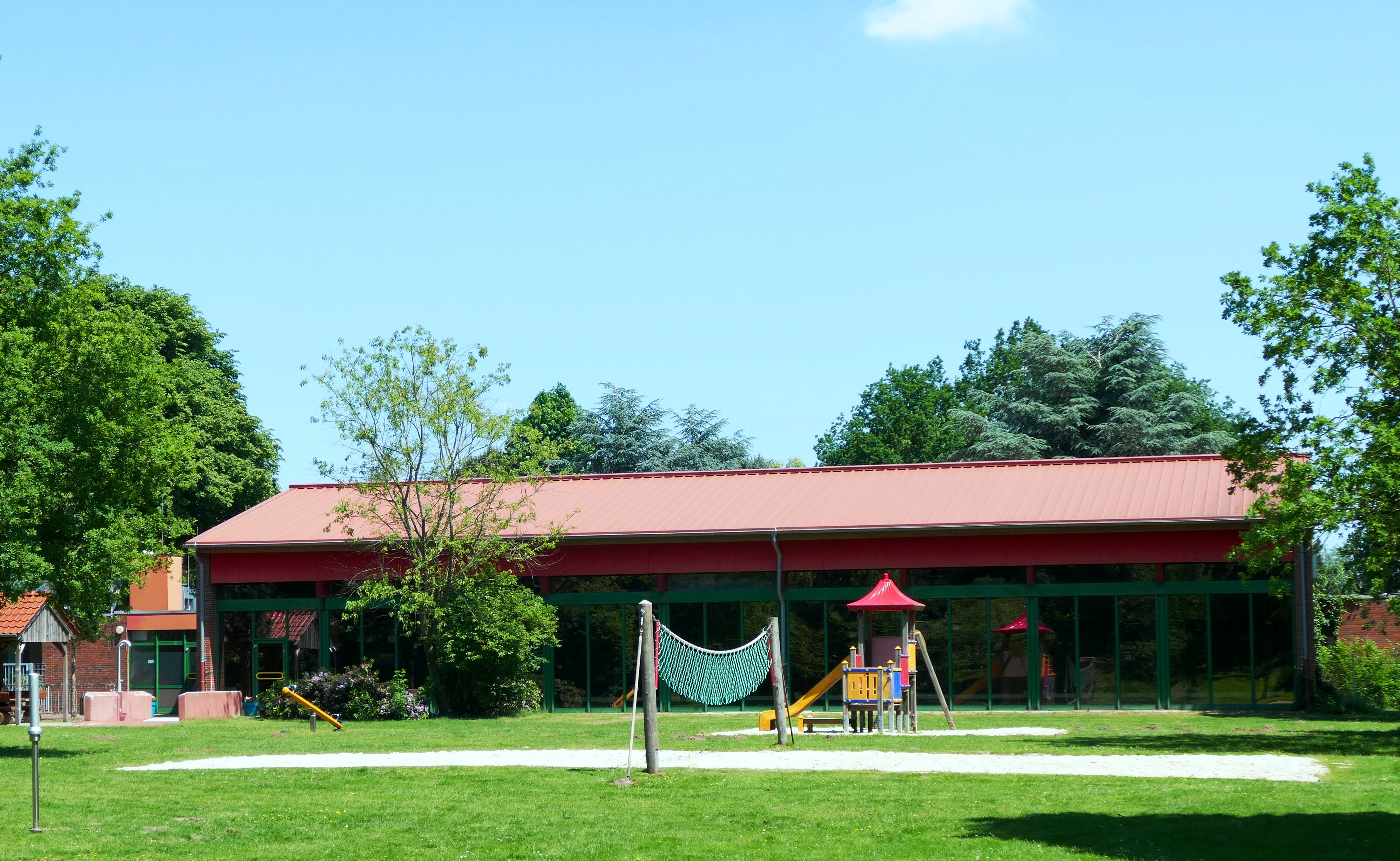
Hallenbad in Twist-Mitte

In jedem Ortsteil befinden sich Sportvereine, die zum Teil unterschiedliche Sportarten betreiben. Fußball ist dabei die dominante Sportart, jedoch werden auch Handball, Schwimmen, Reiten, Tennis, Tischtennis, Basketball sowie Tanzsport und Turnen angeboten. Des Weiteren gibt es eine Behindertensportgruppe für geistig als auch körperlich Behinderte und eine Herzsportgruppe für Menschen mit Gefäßerkrankungen. Zudem befindet sich im Zentrum der Gemeinde Twist angrenzend zum 1980 eröffneten Hallenbad ein Barfußpfad.

### Kultur
In den Heimathäusern finden regelmäßig Folk- und Blueskonzerte statt, die vom Heimatverein organisiert werden. Dem Heimatverein angeschlossen sind die „Pättgesfahrer“ und die „Oldtimerfreunde“. Die „Pättgesfahrer“ unternehmen regelmäßig Fahrradtouren in der Umgebung von Twist.

## Wirtschaft und Infrastruktur

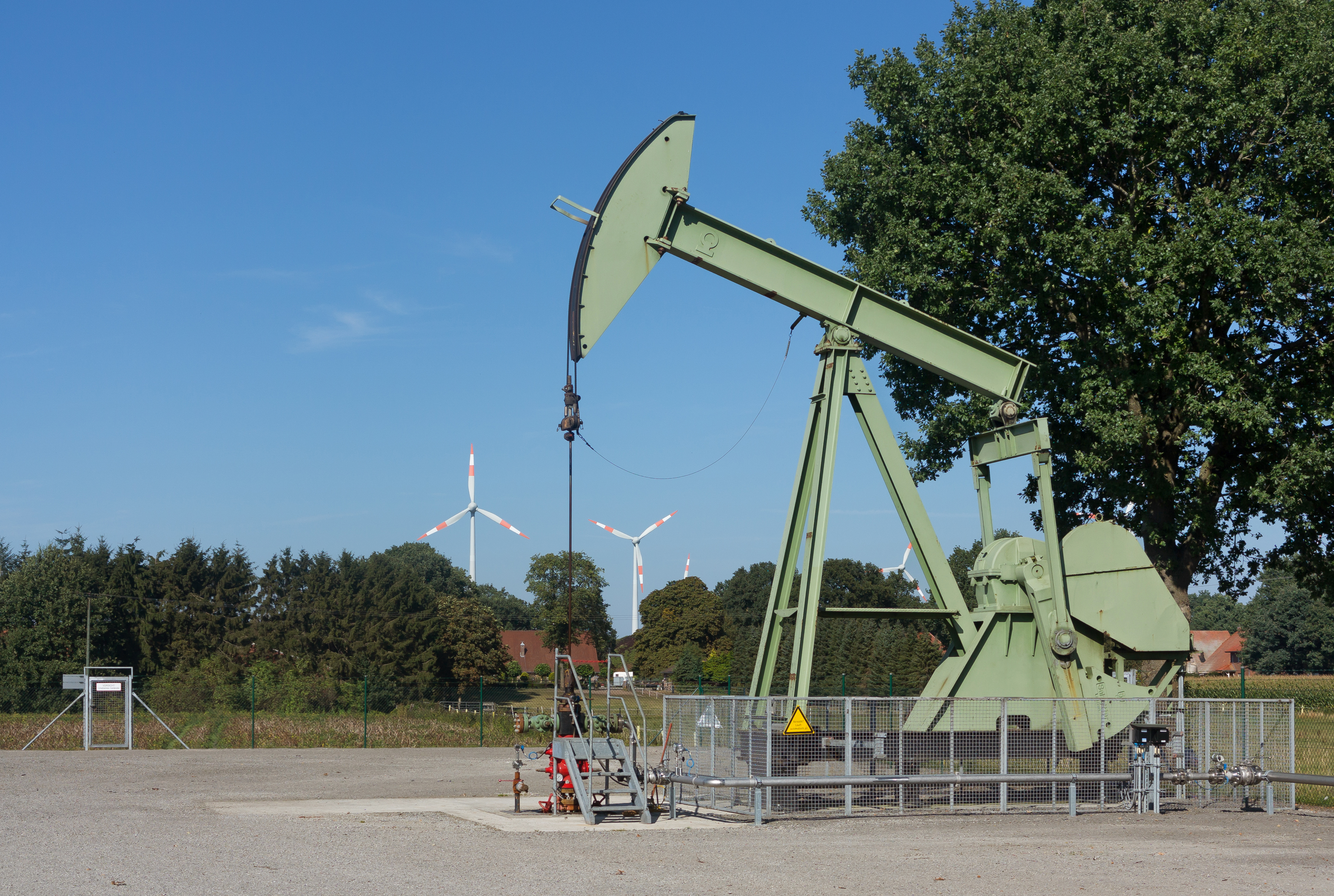
Ölpumpe

### Wirtschaft
Bis Mitte der 1990er Jahre dominierte die Erdöl-, Erdgas- und Torfindustrie das Wirtschaftsleben in Twist. Seitdem sind in diesem Sektor viele Arbeitsplätze verloren gegangen. Diese konnten weitgehend durch Neuansiedlungen von kleinen und mittelständischen Betrieben, speziell im Industriegebiet an der Autobahn, ersetzt werden. Größter Arbeitgeber in der Gemeinde ist die niederländische Firma Wavin, die Kunststoffrohrsysteme produziert. Auch die Firma GSF Sonderfahrzeugbau mit 145 Mitarbeitern hat ihr Werk in Twist.

### Tourismus
Im Laufe der Zeit verstärkte sich der Tourismus als neuer Wirtschaftszweig in Twist. Der touristische Schwerpunkt liegt im Ortsteil Neuringe. Hier befinden sich neben zahlreichen Ferienwohnungen auch ein Campingplatz mit öffentlich zugänglichem Badesee und ein Ponyhof.
In Neuringe besteht ein Indoor-Spielparadies für Kinder. Im Jahre 2011 entstanden im Gemeindezentrum in der Nähe des Hallenbades und des Schulsees Reisemobil-Stellplätze.
Zusätzlich wurde beim Tourismus ein Fokus auf den Fahrradtourismus gelegt. Fahrradrouten führen durch das Naturschutzgebiet Internationaler Naturpark Bourtanger Moor-Bargerveen und zu Renaturierungsflächen, die wiedervernässt werden.

### Verkehr

#### Straßenverkehr
Twist liegt direkt an der A 31, auch Emslandautobahn genannt, und kann über die Anschlussstellen Twist, Meppen-Nord/Schöninghsdorf und Wesuwe/Hebelermeer erreicht werden. Die A 31 verläuft von der Nordseeküste bei Emden bis nach Bottrop im Ruhrgebiet. Twist ist ebenfalls an die B 402/E 233 angebunden, die als Verkehrsachse zwischen Rotterdam, Amsterdam, Hamburg und Skandinavien dient. Auf niederländischer Seite ist die E 233 seit dem vierspurigen Ausbau im Jahre 2008 zur A 37 hochgestuft worden. Diese verläuft von der deutsch-niederländischen Grenze (ehemaliger Grenzübergang Hebelermeer/Zwartemeer) bis zum Autobahnkreuz Hoogeveen. Auf deutscher Seite besitzt die E 233 von der Grenze bis zur Anschlussstelle an die A 31 einen vierspurigen, autobahnähnlichen Charakter.

#### Flugverkehr
Der nächstgelegene internationale Flughafen ist der Flughafen Münster/Osnabrück, der sich im 100 km entfernten Greven befindet. Der Flughafen Düsseldorf ist das nächstgelegene Flughafendrehkreuz für Interkontinentalflüge, zirka 180 km entfernt, der internationale Amsterdamer Flughafen Schiphol ist etwa 200 km entfernt. Durch die Anbindung an die Bundesautobahn 31 sowie an die niederländische Autobahn A 37 sind die beiden letztgenannten Flughafendrehkreuze auf die gesamte Distanz über Autobahn erreichbar.

### Bildung

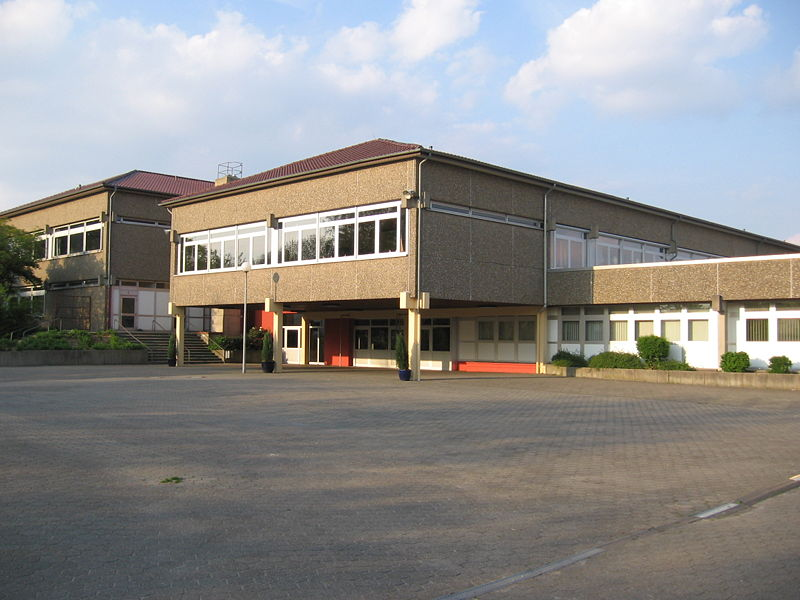
Schule am See, ehemals Schulzentrum Twist

#### Schulen
Die fünf Grundschulen der Gemeinde befinden sich in den verschiedenen Ortsteilen (bis auf Hebelermeer und Neuringe). Im Jahre 2009 sind diese Grundschulen durch die Einrichtung von Koch- und Essmöglichkeiten, mit der eine Warmverpflegung der Schüler gewährleistet wird, zu Ganztagsschulen umgewandelt worden.
Mit der Schule am See, dem früheren Schulzentrum Twist, besitzt die Gemeinde auch eine Haupt- und Realschule. Diese wurde durch Um- und Anbaumaßnahmen 2007 zu einer Ganztagsschule ausgebaut. Im Schuljahr 2012/2013 wurde diese Schule in eine Oberschule umgewandelt.

#### Kindergärten
In den Ortsteilen Schöninghsdorf, Rühlerfeld, Twist-Siedlung und Twist-Bült befinden sich jeweils ein Kindergarten. Träger der Kindergärten ist die kath. Kirchengemeinde des jeweiligen Ortsteiles. In den Kindergärten werden ebenfalls eine Ganztagsbetreuung sowie Krippenplätze für Kleinkinder angeboten.

## Persönlichkeiten

### Ehrenbürger
- 1981: Hermann Nottberg (1911–2006), Landtagsmitglied und Bürgermeister
- 2012: Josef Egbers (1938–2016), Bürgermeister und Landkreisabgeordneter

### Träger der Ehrenmedaille der Gemeinde Twist
2016 führte die Gemeinde Twist die „Ehrenmedaille der Gemeinde Twist“ ein.
- 2016: Heiner Reinert (* 1947), für ehrenamtliches Wirken in den kulturellen, gesellschaftlichen und kommunalpolitischen Bereichen[15]
- 2017: Horst-Heinrich Bechtluft (* 1944), für besondere Verdienste für das Gemeinwohl[16]
- 2023: Pfarrer i. R. Hermann-Josef Wessendorf (* 1937), für sein jahrzehntelanges Wirken[17]
- 2025: Werner Niemeyer (* 1955), für sein jahrzehntelanges, außergewöhnliches Engagement in Bildung, Sport, Kirche und Gemeinwesen[18]

### Söhne und Töchter der Gemeinde
- Hermann Nottberg (1911–2006), Landtagsmitglied und Bürgermeister
- Bernd Kötting (1938–2019), Journalist
- Reinhold Tattermusch (* 1967), Fußballspieler

### Persönlichkeiten, die vor Ort gewirkt haben
- Franz von Fürstenberg (1729–1810), Staatsmann und Förderer der Hochmoorkultivierung
- Johann Gerhard Bekel, genannt Hermann Eilers (1745–1795), Hochmoorpionier
- Hermann Flensberg (1750–1824), Leutnant und Pionier der Hochmoorkultivierung
- Ferdinand Schöningh (1815–1883), Verleger und Pionier der Hochmoorkultivierung
- Eduard Schöningh (1823–1900), Offizier, Politiker und Pionier der Hochmoorkultivierung
- Hermann Levelink (1912–1988), Unternehmer und Heimatforscher
- Elisabeth Brinkmann, geb. Lejeune-Jung (1921–1988), Kommunalpolitikerin
- Jutta Giersch, geb. Kubowski (1928–1992), Journalistin, Kommunalpolitikerin und Frauenrechtlerin
- Bernd Deters (* 1961), Fußballspieler
- Mario Reig (* 1965), Fußballspieler
- Tommy Stroot (* 1988), Fußballtrainer